# Živinjane
Zhivinjan en albanais et Živinjane en serbe latin (en serbe cyrillique : Живињане) est une localité du Kosovo située dans la commune/municipalité de Prizren et dans le district de Prizren/Prizren. Selon le recensement kosovar de 2011, elle ne compte plus aucun habitant.

## Démographie

### Évolution historique de la population dans la localité
| 1948 | 1953 | 1961 | 1971 | 1981 | 1991 | 2011 |
| ---- | ---- | ---- | ---- | ---- | ---- | ---- |
| 227  | 120  | 117  | 113  | 33   | 39   | 0    |

|  |